# Клыпин
Клы́пин (укр. Клипин) — посёлок, расположенное на территории Борзнянского района Черниговской области (Украина).